# Prémio do Cinema Europeu de melhor compositor
O Prémio do Cinema Europeu de melhor compositor (em inglês: European Film Award for Best Composer) é um prêmio cinematográfico concedido anualmente, desde 1988, pela Academia de Cinema Europeu.
A cor de fundo       indica os vencedores.

## Século XX
| Ano                                        | Compositor                   | Filme                        | Título no Brasil            | Título em Portugal               |
| ------------------------------------------ | ---------------------------- | ---------------------------- | --------------------------- | -------------------------------- |
| 1988                                       | Yuri Khanon                  | Dni zatmenia                 |                             |                                  |
| 1988                                       | Terence Davies               | Distant Voices, Still Lives  | Vozes Distantes             | Vozes Distantes, Vidas Suspensas |
| 1989                                       | Andrew Dickson               | High Hopes                   |                             | Grandes Ambições                 |
| 1989                                       | Goran Bregović               | Kuduz                        |                             |                                  |
| 1989                                       | Ferenc Darvas                | Eldorádó                     |                             |                                  |
| 1989                                       | Michał Lorenc                | 300 mil do nieba             |                             | A 300 Milhas do Céu              |
| 1989                                       | / Maggie Parke Gast Waltzing | A Wopbobaloobop a Lopbamboom |                             |                                  |
| 1990                                       | O prémio não foi atribuído.  | O prémio não foi atribuído.  | O prémio não foi atribuído. | O prémio não foi atribuído.      |
| 1990                                       | Jean-Luc Godard              | Nouvelle Vague               |                             | Nova Vaga                        |
| 1990                                       | Jean-Claude Petit            | Cyrano de Bergerac           | Cyrano de Bergerac          | Cyrano de Bergerac               |
| 1990                                       | Jürgen Knieper               | December Bride               |                             | Noiva de Dezembro                |
| 1991                                       | Hilmar Örn Hilmarsson        | Börn náttúrunnar             | Filhos da Natureza          |                                  |
| 1992                                       | Vincent van Warmerdam        | De Noorderlingen             | Os do Norte                 |                                  |
| De 1993 a 2003 o prémio não foi concedido. |                              |                              |                             |                                  |

## Século XXI
| Ano  | Compositor                             | Filme                             | Título no Brasil                     | Título em Portugal                              |
| ---- | -------------------------------------- | --------------------------------- | ------------------------------------ | ----------------------------------------------- |
| 2004 | Bruno Coulais                          | Les Choristes                     | A Voz do Coração                     | Os Coristas                                     |
| 2004 | Alexandre Desplat                      | Girl with a Pearl Earring         | Moça com Brinco de Pérola            | Rapariga com Brinco de Pérola                   |
| 2004 | The Free Association                   | Code 46                           | Código 46                            | Código 46                                       |
| 2004 | Alberto Iglesias                       | La mala educación Te doy mis ojos | Má Educação Leve Meus Olhos          | Má Educação Dou-te os Meus Olhos                |
| 2004 | Eleni Karaindrou                       | Trilogia – To livadi pou dakrizi  | Trilogia - O Vale dos Lamentos       |                                                 |
| 2004 | Stephen Warbeck                        | De Zaak Alzheimer                 | O Caso Alzheimer                     |                                                 |
| 2005 | Rupert Gregson-Williams Andrea Guerra  | Hotel Rwanda                      | Hotel Ruanda                         | Hotel Ruanda                                    |
| 2005 | Joachim Holbek                         | Manderlay                         | Manderlay                            | Manderlay                                       |
| 2005 | Cyril Morin                            | The Syrian Bride                  | A Noiva Síria                        |                                                 |
| 2005 | Ennio Morricone                        | Sorstalanság                      | Marcas da Guerra                     | Sem Destino                                     |
| 2005 | Stefan Nilsson                         | Så som i himmelen                 |                                      | Como se Fosse O Céu                             |
| 2005 | Johan Söderqvist                       | Brødre                            | Brothers                             |                                                 |
| 2006 | Alberto Iglesias                       | Volver                            | Volver                               | Volver - Voltar                                 |
| 2006 | Tuomas Kantelinen                      | Äideistä parhain                  | Minha Vida Sem Minhas Mães           |                                                 |
| 2006 | Dario Marianelli                       | Pride and Prejudice               | Orgulho e Preconceito                | Orgulho e Preconceito                           |
| 2006 | Gabriel Yared / Stéphane Moucha        | Das Leben der Anderen             | A Vida dos Outros                    | A Vida dos Outros                               |
| 2007 | Alexandre Desplat                      | The Queen                         | A Rainha                             | A Rainha                                        |
| 2007 | Alex Heffes                            | The Last King of Scotland         | O Último Rei da Escócia              | O Último Rei da Escócia                         |
| 2007 | Dejan Pejović                          | Guča!                             |                                      |                                                 |
| 2007 | Tom Tykwer Johnny Klimek Reinhold Heil | Perfume: The Story of a Murderer  | Perfume - A História de um Assassino | O Perfume - História de um Assassino            |
| 2008 | / Max Richter                          | Waltz with Bashir                 | Valsa com Bashir                     | Valsa com Bashir                                |
| 2008 | Tuur Florizoone                        | Aanrijding in Moscou              | Moscou, Bélgica                      |                                                 |
| 2008 | Dario Marianelli                       | Atonement                         | Desejo e Reparação                   | Expiação                                        |
| 2008 | Fernando Velázquez                     | El orfanato                       | O Orfanato                           | O Orfanato                                      |
| 2009 | Alberto Iglesias                       | Los abrazos rotos                 | Abraços Partidos                     | Abraços Desfeitos                               |
| 2009 | Alexandre Desplat                      | Coco avant Chanel                 | Coco antes de Chanel                 | Coco avant Chanel                               |
| 2009 | Jacob Groth                            | Män som hatar kvinnor             | Os Homens Que Não Amavam as Mulheres | Millennium 1 - Os Homens que Odeiam as Mulheres |
| 2009 | Johan Söderqvist                       | Låt den rätte komma in            | Deixe Ela Entrar                     | Deixa-me Entrar                                 |
| 2010 | Alexandre Desplat                      | The Ghost Writer                  | O Escritor Fantasma                  | O Escritor Fantasma                             |
| 2010 | Ales Brezina                           | Kawasakiho růže                   |                                      |                                                 |
| 2010 | Pasquale Catalano                      | Mine vaganti                      | O Primeiro que Disse                 | Uma Família Moderna                             |
| 2010 | Gary Yershon                           | Another Year                      | Mais um Ano                          | Um Ano Mais                                     |
| 2011 | Ludovic Bource                         | The Artist                        | O Artista                            | O Artista                                       |
| 2011 | Alexandre Desplat                      | The King's Speech                 | O Discurso do Rei                    | O Discurso do Rei                               |
| 2011 | Alberto Iglesias                       | La piel que habito                | A Pele que Habito                    | A Pele Onde Eu Vivo                             |
| 2011 | Mihály Vig                             | A Torinói Ló                      | O Cavalo de Turim                    | O Cavalo de Turim                               |
| 2012 | Alberto Iglesias                       | Tinker Tailor Soldier Spy         | O Espião que Sabia Demais            | A Toupeira                                      |
| 2012 | Cyrille Aufort Gabriel Yared           | En kongelig affære                | O Amante da Rainha                   | Um Caso Real                                    |
| 2012 | François Couturier                     | Io sono Li                        |                                      | Shun Li e o Poeta                               |
| 2012 | George Fenton                          | The Angels' Share                 | A Parte dos Anjos                    | A Parte dos Anjos                               |
| 2013 | Ennio Morricone                        | La migliore offerta               | O Melhor Lance                       | A Melhor Oferta                                 |
| 2014 | Mica Levi                              | Under the Skin                    | Sob a Pele                           | Debaixo da Pele                                 |
| 2015 | Cat's Eyes                             | The Duke of Burgundy              |                                      |                                                 |